# Neftçala
Neftçala este un oraș din Azerbaidjan.